# Spilornis minimus
La Culebrera de Nicobar (Spilornis minimus) es una especie de ave accipitriforme en la familia Accipitridae; algunos la consideran una subespecie de Spilornis cheela.

## Distribución y hábitat
Es endémica de las islas centrales de las Nicobar, pertenecientes a la India.